# Okres Přemyšl
Okres Přemyšl (Przemyśl; polsky Powiat przemyski) je okres v polském Podkarpatském vojvodství. Rozlohu má 1213,73 km² a v roce 2023 zde žilo 71 271 obyvatel. Sídlem správy okresu je město Přemyšl, které však není jeho součástí, ale tvoří samostatný městský okres.

## Gminy
Městsko-vesnická:
- Bircza
- Dubiecko

Vesnické:
- Fredropol
- Krasiczyn
- Krzywcza
- Medyka
- Orły
- Přemyšl
- Stubno
- Żurawica

## Města
- Bircza
- Dubiecko